# Домково
Домково (пол. Domkowo, нім. Domkau) — село в Польщі, у гміні Ґрунвальд Острудського повіту Вармінсько-Мазурського воєводства.
Населення — 226 осіб (2011).

## Демографія
Демографічна структура станом на 31 березня 2011 року:
|          | Загалом | Допрацездатний вік | Працездатний вік | Постпрацездатний вік |
| -------- | ------- | ------------------ | ---------------- | -------------------- |
| Чоловіки | 113     | 37                 | 72               | 4                    |
| Жінки    | 113     | 38                 | 63               | 12                   |
| Разом    | 226     | 75                 | 135              | 16                   |